# فتق بوخدالک
فتق بوخدالک یا باکدالِک (به انگلیسی: Bochdalek hernia)، نوعی از هرنی یا فتق مادرزادی دیافراگم بوده که مدل دیگر آن، فتق مورگانی می‌باشد.این مدل از هرنی مادرزادی دارای دریچه‌ای باز در ناحیه خلفی جانبی دیافراگم نوزاد می‌باشد (بیشتر سمت چپ) و به ارگان‌های داخل شکمی (معده و روده‌ها) اجازه می‌دهد تا به درون حفره قفسه سینه راه پیدا کنند.
- در بیشتر بیماران ریه تحت تاثیر این عامل تغییر شکل می‌دهد و کوچک می‌باشد (هیپوپلاستیک).

## نشانگان
علائم مربوط به هرنی یا فتق بوخدالک در نوزاد تازه به دنیا آمده قابل تشخیص و با نشانه‌های متفاوت می‌باشد.
- سختی در تنفس
- افزایش ضربان قلب
- سیانوز شدن (آبی شدن رنگ پوست)[۲]

## اِپیدمیولوژی
هرنی باکدالک حدود ۹۰% فتق‌های دیافراگمی را شامل می‌شود و از هر ۲۲۰۰ تولد در هر سال، یک نفر به آن مبتلاست. نوزادانی که با هرنی بوش دالک متولد می‌شوند احتمال زیادی وجود دارد تا به یکی دیگر از نواقص مادرزادی مبتلا باشند. حدود بیست درصد از بچه‌های به دنیا آمده با هرنی باکدالک، نقص قلبی مادرزادی نیز داشته‌اند. افزوده بر این نوزادان مبتلا به این نوع نقص باز هم ممکن است نواقص دیگری نیز داشته باشند.

## نگارخانه

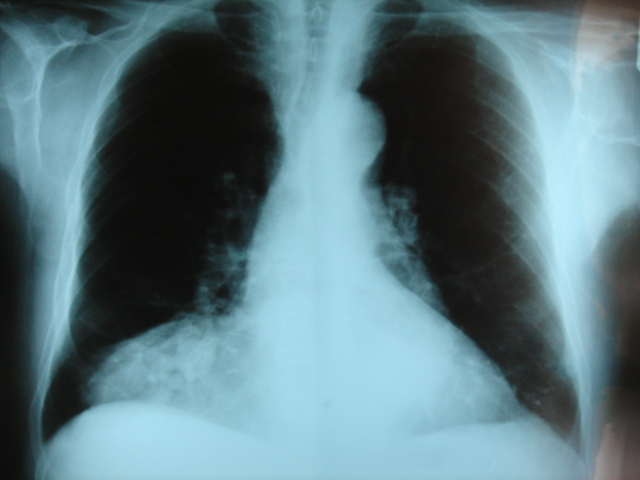
فتق مورگانی